# Мост Столетия (Панама)
Панамский Мост Столе́тия (исп. Puente Centenario) является основным мостом через Панамский канал. Он был построен в дополнение к перегруженному Мосту двух Америк и в качестве его замены на Панамериканском шоссе. После своего открытия в 2004 году мост стал вторым неразводным мостом через канал.

## Описание
Мост Столетия стал вторым основным путём пересечения Панамского канала, первым был Мост двух Америк. Ранее небольшие вспомогательные мосты были встроены в конструкцию шлюзов Мирафлорес и Гатун, но они могли использоваться только тогда, когда ворота шлюза закрывались, поэтому они имели ограниченную пропускную способность.
Мост Столетия расположен в 15 км к северу от Моста двух Америк. Он пересекает разрез Гайлларда недалеко от шлюза Педро Мигель. Новая ветка автострады, соединяющая через мост Аррайхан на западе с Серро Патаконом на востоке, значительно сократила заторы на Мосту двух Америк.

## История
Мост двух Америк, открывшийся в 1962 году, был в то время единственным высокопропускным сооружением, пересекающим Панамский канал. Первоначально движение по мосту составляло около 9500 автомобилей в сутки. Со временем он был расширен, и к 2004 году мост пропускал уже более 35000 автомобилей в сутки.
Поскольку мост стал основным узким местом на Панамериканском шоссе, панамское министерство занятости объявило в октябре 2000 года тендер на второй мост через канал. Контракт на строительство моста был заключён в марте 2002 года. Для строительства был разработан амбициозный график, рассчитанный всего на 29 месяцев, с той целью, чтобы мост был открыт к 90-летию первого транзитного прохода по Панамскому каналу грузового судна Ancon 15 августа 1914 года. Мост был назван в честь столетия Панамы, которое отмечалось 3 ноября 2003 года.
Новый мост был разработан временным товариществом двух корпораций: T.Y. Lin International и Louis Berger Group Inc, и построен дислоцированной в Германии международной компанией Bilfinger Berger с использованием ресурсов своего австралийского филиала Baulderstone Hornibrook. Концепцию и начальный эстетический дизайн Моста Столетия разработал бостонский транспортный архитектор Мигель Росалес из фирмы Rosales + Partners. Структурные инженерные контракты были присуждены фирме Leonhardt, Andrä and Partner.
Мост был открыт в соответствии с графиком 15 августа 2004 года, но для движения он был открыт 2 сентября 2005 года, после завершения строительства ведущих к нему новых дорог.
В декабре 2010 года после сильных дождей и наводнения часть подъездных путей к мосту рухнули. В апреле 2011 года запущено ограниченное двустороннее движение по Мосту Столетия, а в ноябре того же года было восстановленно полное движение.

## Конструкция
Мост имеет вантовую конструкцию, его общая длина составляет 1052 м. Длина главного пролёта равна 420 м, и возвышается над каналом на 80 м, что позволяет проходить под ним большим судам. Мост опирается на два пилона высотой 184 м. Настил моста имеет шесть полос движения транспорта через канал.
Конструкция моста позволяет выдерживать землетрясения, которые часто случаются в районе канала.
Западный пилон моста отстоит от канала на 50 м, чтобы обеспечить пространство для возможного будущего расширения Панамского канала.

## В популярной культуре
Фотографии моста использовались в рекламном ролике GMC, который был показан в США в 2006 году. Рекламный ролик посвящён торговой марке GMC, черпающей вдохновение в великих инженерных достижениях.